# Микология
Микологията е наука за гъбите. Както всички биологични науки, микологията бива обща и специална.

## Обща микология
Изучава морфологията, физиологията и всички останали биологични особености, които са присъщи за повечето гъби.

## Специална микология
Изучава особеностите на гъбите от различните систематични групи.